# Eurobot
Eurobot est un concours de robotique amateur international ouvert aux équipes de jeunes, rassemblés dans des projets d'étudiants ou des clubs indépendants.

## Historique
Eurobot dont la première édition s'est déroulée en Mai 1998 a été créée sous l'impulsion de Nicolas Goldzahl (président de VM Productions et producteur de E=M6) avec l'aide de l'association Planète Science, 4 ans après la création de la Coupe de France de Robotique (initialement Coupe E=M6). Pour y parvenir, début 1997, Nicolas Goldzahl et Rachid Ait Mansour (responsable robotique Planète Science) parcourent l'Europe pour convaincre des universités de participer à ce nouvel évènement. Ils rencontrent des dirigeants d'universités et leur montrent les images et reportages TV des premières éditions de la Coupe de France de Robotique qui connait déjà un franc succès. Une première tournée européenne en 1997 a permis de recruter des universités de Finlande, Italie, Suisse et Belgique. De nombreux autres pays rejoignent la compétition dans les années suivantes. Eurobot se déroule en Europe mais accueille régulièrement des pays en dehors de l'Europe (Algérie, Tunisie, Russie, Iran, Koweït, Malaisie, Mexique, Taïwan...). Aujourd'hui le concours regroupe une vingtaine de pays.
Vidéo des premières années de la Coupe de France et d'Eurobot : VIDEO Les débuts 1994-2000

## Principe
L'objectif est de créer un robot qui évolue sur une table de 2 m × 3 m et effectue différentes actions. Le thème et les actions à effectuer changent chaque année. La raison de la taille de cette aire de jeu (environ la taille d'une table de ping-pong) est qu'elle peut s'installer facilement dans une salle de classe. Il est donc facile de participer et de s'entrainer.
Les équipes se qualifient lors de rencontres nationales, organisées avec le soutien de l'association internationale Eurobot. En France, il s'agit de la Coupe de France de robotique.
Il n'y a pas de récompense et ces robots n'ont pas d'utilité dans la vie quotidienne, mais cette compétition permet de former les étudiants, de favoriser les échanges, de créer une communauté et même parfois d'imaginer de nouvelles solutions technologiques. En 2008, 27 pays représentés par 380 équipes ont été impliqués dans ce concours scientifique et technique, à travers les qualifications nationales et la finale internationale.

## Déroulement

### Qualifications nationales
Des qualifications nationales ont lieu dès lors qu'un pays possède plus que trois équipes. C'est habituellement le cas pour :
- la Tunisie
- l'Algérie
- l'Allemagne
- l'Autriche
- la Belgique
- l'Espagne
- la France : Coupe de France de robotique
- l'Italie
- la République tchèque
- la Roumanie
- le Royaume-Uni
- la Russie
- la Serbie-Monténégro
- la Suisse : SwissEurobot

Ces qualifications ont lieu en général entre fin avril et fin mai.

### La finale internationale
Un maximum de trois équipes de chaque pays (souvent les deux plus performantes et un prix spécial) se rencontrent pendant ou peu après le week-end de l'Ascension pour la finale.
Entre 1998 et 2004, la finale a eu lieu à la Ferté-Bernard, près du Mans dans la Sarthe, où est organisée la coupe de France de robotique depuis 1996. Depuis 2005, Eurobot change régulièrement de pays organisateur :
- 2005 : Yverdon-les-Bains en Suisse
- 2006 : Catane en Italie
- 2007 : La Ferté-Bernard en France
- 2008 : Heidelberg, en Allemagne
- 2009 : La Ferté-Bernard en France
- 2010 : Rapperswil-Jona en Suisse
- 2011 : Astrakhan en Russie
- 2012 : La Ferté-Bernard en France
- 2013 : La Ferté-Bernard en France
- 2014 : Dresde en Allemagne
- 2015 : Yverdon-les-Bains en Suisse
- 2016 : Le Kremlin-Bicêtre en France
- 2017 jusqu'à maintenant : La Roche-sur-Yon en France

## Participation
En 1998, 9 équipes venant de 5 pays ont participé à la finale de Eurobot.
En 2006, 60 équipes représentaient 26 pays lors de la finale en Italie.
En 2011, 41 équipes de 19 pays ( Algérie,  Allemagne,  Autriche,  Belgique,  Espagne,  France,  Hongrie,  Italie,  Malaisie,  Mexique,  Pologne,  Tchéquie,  Roumanie,  Royaume-Uni,  Russie,  Serbie,  Slovénie,  Suisse,  Tunisie) ont participé à la finale en Russie.
En 2012, 39 équipes représentaient 17 pays (Algérie, Allemagne, Autriche, Belgique, Espagne, France, Hongrie, Italie, Norvège, République tchèque, Roumanie, Royaume-Uni, Russie, Serbie, Suisse, Taïwan, Tunisie).

## Résumé des différentes éditions et règlements
| Année | Lieu                      | Thème                               | 1re place                            | 2e place                             | 3e place                                       | 4e place                                        | Prix Fair Play                                                                   | Lien vers le règlement | Site live |
| ----- | ------------------------- | ----------------------------------- | ------------------------------------ | ------------------------------------ | ---------------------------------------------- | ----------------------------------------------- | -------------------------------------------------------------------------------- | ---------------------- | --------- |
| 1998  | La Ferté-Bernard, France  | Football                            | France : IUT Ville-d'Avray           | France : École polytechnique         | Suisse: EPFL - École polytechnique de Lausanne | Suisse: EPFZ - École polytechnique de Zurich    |                                                                                  | Archives 1998          |           |
| 1999  | La Ferté-Bernard, France  | Châteaux forts                      | France : IUT Ville-d'Avray           | Suisse : HSR Rapperswil              | Suisse : NTB Buchs                             | France : IUT Cachan                             |                                                                                  | Archives 1999          |           |
| 2000  | La Ferté-Bernard, France  | Fête foraine                        | France : IUT Ville-d'Avray           | Suisse : Ornis – EPFL Lausanne       | Pays-Bas : EUT Eindhoven                       | France : Arobas – Université Pasteur Strasbourg |                                                                                  | Archives 2000          |           |
| 2001  | La Ferté-Bernard, France  | L'odyssée de l'espace               | France : IUT Ville-d'Avray           | Pays-Bas : Eindhoven University      | Suisse : CPLN                                  |                                                 |                                                                                  | Archives 2001          | LIVE 2001 |
| 2002  | La Ferté-Bernard, France  | Billard volant                      | France : IUT Ville-d'Avray           | Algérie : Blibot                     | France : Minitech                              | Suisse : HSR-Megatronic - Hochschule Rapperswil | Suisse : Iris - CEPTA Petit Lancy                                                | Archives 2002          | LIVE 2002 |
| 2003  | La Ferté-Bernard, France  | Pile ou face                        | France : X-tech                      | France : D2R2 team                   | France : Supaéro                               | Pays-Bas : Bursting Balloons                    |                                                                                  | Archives 2003          |           |
| 2004  | La Ferté-Bernard, France  | Coconut Rugby                       | France: Supaéro                      | Suisse: Team ID / EPFL               | Pays-Bas: Bursting Balloons                    | Belgique: Helb - inraci                         |                                                                                  | Archives 2004          | LIVE 2004 |
| 2005  | Yverdon-les-Bains, Suisse | Le bowling                          | France: Microb Technology            | Tchéquie: R-Team                     | France: RCVA                                   | Suisse: Autelo                                  |                                                                                  | Archives 2005          | LIVE 2005 |
| 2006  | Catane, Italie            | Golf                                | France : RCVA                        | Pays-Bas : TeamDare                  | Serbie : BVP-M86                               | Belgique : Helb - inraci                        |                                                                                  | Archives 2006          | LIVE 2006 |
| 2007  | La Ferté-Bernard, France  | Le tri des déchets                  | France: RCVA                         | Allemagne: TURAG                     | France: ClubElek                               | Belgique: Helb - inraci                         |                                                                                  | Archives 2007          | LIVE 2007 |
| 2008  | Heidelberg, Allemagne     | Mission to mars                     | France: RCVA                         | Belgique: Helb - inraci              | France: ISTIA - IUT d'Angers                   | Espagne: LSI-UC3M                               | Tunisie: Club Monastir                                                           | Archives 2008          | LIVE 2008 |
| 2009  | La Ferté-Bernard, France  | Temples d'Atlantis                  | France: Microb Technology            | Italie: UNICT Team                   | Suisse: Dynamo Rapperswil                      | Norvège: Lost Vikings                           |                                                                                  | Eurobot 2009           | LIVE 2009 |
| 2010  | Rapperswil-Jona, Suisse   | Feed the world                      | France: RCVA                         | Allemagne : Roboterclub Aachen e.V.  | Québec : ETS Montréal                          | France : µART                                   |                                                                                  | Eurobot 2010           | LIVE 2010 |
| 2011  | Astrakhan, Russie         | Chess'up!                           | Autriche : RRT                       | Italie : UNICT Team                  | Allemagne : TURAG                              | Suisse : Scholar's Mate                         |                                                                                  | Eurobot 2011           | LIVE 2011 |
| 2012  | La Ferté-Bernard, France  | Treasure Island                     | France: RCVA                         | France: Space Crackers               | Serbie: Memristor                              | Serbie: µly                                     |                                                                                  | Eurobot 2012           | LIVE 2012 |
| 2013  | La Ferté-Bernard, France  | Happy Birthday                      | France : université d'Angers         | France : RCVA                        | Allemagne : Roboterclub Aachen e.V.            | Belgique : Montefiore Team                      |                                                                                  | Eurobot.org            | LIVE 2013 |
| 2014  | Dresde, Allemagne         | Prehistobot                         | France : RCVA                        | France : µART                        | Russie : DIMrobotics                           | Allemagne : DROF                                |                                                                                  | Eurobot 2014           | LIVE 2014 |
| 2015  | Yverdon-les-Bains, Suisse | Robomovies                          | France : RCVA                        | Allemagne : Roboterclub Aachen e.V.  | Suisse: BlackJacks - BFH Burgdorf              | Serbie: µ                                       |                                                                                  | Eurobot 2015           |           |
| 2016  | Le Kremlin-Bicêtre,France | Beachbots                           | France : RCVA                        | Serbie : MBS                         | Serbie : M41+                                  | Suisse : RCR                                    |                                                                                  |                        |           |
| 2017  | La Roche-sur-Yon, France  | Moon Village                        | France : RCVA                        | Serbie : M41+                        | France : A.I.G.R.I.S. Birds                    | Belgique : Bot l'Éclair UCL                     |                                                                                  |                        |           |
| 2018  | La Roche-sur-Yon, France  | Robot Cities                        | Belgique : Les 7 Mons'quetaires      | Algérie : Polybot                    | France : Robotech Legends                      | Serbie : Memristor                              | --                                                                               | --                     | LIVE 2018 |
| 2019  | La Roche-sur-Yon, France  | Atom Factory                        | Serbie : PMG                         | Russie : Reset                       | Suisse: TeamAuto                               | Suisse: E-Robot                                 | (Prix Team Spirit) Canada: GRUM - Groupe de Robotique de l'Université de Moncton | Final results          | LIVE 2019 |
| 2020  |                           | Sail The World                      | Postponed and canceled due to covid. | Postponed and canceled due to covid. | Postponed and canceled due to covid.           | Postponed and canceled due to covid.            |                                                                                  | Theme presentation     |           |
| 2021  |                           | Sail The World                      | Postponed and canceled due to covid. | Postponed and canceled due to covid. | Postponed and canceled due to covid.           | Postponed and canceled due to covid.            |                                                                                  |                        |           |
| 2022  | La Roche-sur-Yon, France  | Age of bots                         | Serbie : Mi (µ)                      | Autriche : Team Dynamics             | France : ESEO                                  |                                                 |                                                                                  |                        |           |
| 2023  | La Roche-sur-Yon, France  | The cherry on the cake              | France : RCVA                        | France : VRAC                        | Suisse: TeamAuto                               | Serbie : Memristor                              | (Prix du Jury) Canada: GRUM - Groupe de Robotique de l'Université de Moncton     |                        |           |
| 2024  | La Roche-sur-Yon, France  | Farming Mars - Cultivate our Future | Belgique : Bot Annick                | Serbie : Mi (µ)                      | Autriche : Team Dynamics                       | Belgique : Monstellaire                         |                                                                                  |                        |           |
| 2025  | La Roche-sur-Yon, France  | The Show Must Go On                 | Autriche : Team Dynamics             | Grèce : Hyperion Robotics            | France : VRAC                                  | France : RCVA                                   |                                                                                  |                        |           |